# Thierry Escaich
Thierry Escaich (/tjeˈʁi esˈkɛʃ/; Nogent-sur-Marne, 8 maggio 1965) è un organista e compositore francese.

## Biografia
Dopo gli studi musicali compiuti nella scuola di musica di Rosny-sous-bois e poi in quella di Montreuil-sous-Bois, Thierry Escaich entrò al conservatorio di Parigi dove vinse otto primi premi: armonia, contrappunto, fuga, organo, improvvisazione all'organo, analisi, composizione e orchestrazione.
Thierry Escaich ha iniziato a comporre nell'infanzia e si fa presto notare, vincendo diversi premi. Le sue opere si sono aggiudicate vari premi internazionali, come, nel 1989, il primo premio André Jolivet, o, nel 1990, il Premio Blumenthal. Nel 1994 ha inoltre ricevuto il Premio Nadia e Lili Boulanger, oltre al premio di musica sinfonica della Sacem, nel 1993 il premio Hervé-Dugardin (consegnato dalla Sacem) e nel 1999 il premio Georges-Enesco. Dopo aver vinto nel 1991 il gran premio di improvvisazione del Concorso internazionale di Strasburgo, nel 1996 viene nominato titolare del grande organo della chiesa di Saint-Étienne-du-Mont a Parigi dove, insieme a Vincent Warnier, succede a Maurice e Marie-Madeleine Duruflé.
Il 6 marzo 2013 è stato eletto membro dell'Académie des beaux-arts, prendendo il posto che fu di Jacques Taddei, morto l'anno precedente. 
Il 24 aprile 2024 è stato nominato organista titolare del grand'organo della cattedrale di Notre-Dame di Parigi.

## Organista
Thierry Escaich conduce una carriera internazionale di organista e improvvisatore, suonando nelle più grandi capitali mondiali. Nei suoi concerti, ama mescolare le proprie opere a quelle di altri compositori e collegandole con improvvisazioni, proponendo nello stesso tempo programmi diversificati e profondamente coerenti. Per i pezzi di repertorio predilige Johann Sebastian Bach, Felix Mendelssohn, Johannes Brahms, César Franck, Jehan Alain, Maurice Duruflé, Olivier Messiaen.
Si esibisce, al pianoforte o all'organo, con musicisti come i pianisti Claire-Marie Le Guay, Éric Le Sage, Bertrand Chamayou e Jonas Vitaud, il violinista David Grimal, i violoncellisti Christian-Pierre La Marca e François Salque, il trombettista Romain Leleu e numerosi altri artisti. Contribuisce, com il trombettista Éric Aubier, a rinnovare il genere «tromba e organo», che aggiornano con un repertorio moderno, creazioni mondiali e parti imprivvisate. Hanno, ad esempio, arrangiato per tromba e organo la Danza russa dal balletto Lo schiaccianoci di Pëtr Il'ič Čajkovskij e il tema principale del Lago dei cigni, sempre di Čajkovskij. Ha suonato con l'Orchestra sinfonica di Chicago, l'Orchestra di Filadelfia, l’Orchestra del Konzerthaus di Berlino e varie orchestre sinfoniche francesi.

## Compositore
Thierry Escaich è autore di un centinaio di opere. L'organo tiene largo spazio nella sua produzione, ma il pianoforte, il sassofono e altri strumenti musicali sono ugualmente presenti. Compone per gli organici più diversi, dallo strumento solo all'orchestra sinfonica e all'oratorio, passando per vari pezzi di musica da camera e vocali.
Agli inizi si ispirava alla musica sacra e soprattutto al canto gregoriano, in particolare in Cinq versets sur le «Victimae Paschali» per organo (1991), Première Symphonie, Kyrie d’une messe imaginaire (1992). È sostenitore di una musica modale che non è né tonale, né seriale. In questo modo fa parte di una nuova tendenza della musica contemporanea in generale e della musica francese in particolare, rappresentata anche da Nicolas Bacri, Guillaume Connesson, Philippe Hersant o Karol Beffa. La sua musica è caratterizzata da un lirismo febbrile, uno slancio ritmico implacabile e una ricerca permanente di colori armonici e strumentati scintillanti che si traducono specialmente nelle sue grandi pagine orchestrali come Chaconne, Miroirs d'ombre, La barque solaire o il Concerto pour violon et orchestre.
Dal settembre 2007 al giugno 2010, dopo una stagione preparatoria, Escaich è stato compositore di residenza dell'Orchestra nazionale di Lione, suonando anche all'organo Cavaillé-Coll dell'Auditorium Maurice-Ravel, come interprete e come improvvisatore. È di residenza nell'Ensemble orchestral de Paris per le stagioni 2011-2012 e 2012-2013, con molti progetti di creazione. In precedenza era stato di residenza presso l'Orchestra nazionale die Lilla e presso l'Orchestra sinfonica di Bretagna.
nel 2003, 2006, 2011 e 2017, è stato nominato «compositore dell'anno» nei Victoires de la musique classique.
La sua musica è pubblicata principalmente da Gérard Billaudot (Parigi).
Nel 2008, ha composto per Jean Guidoni due canzoni su poesie di Jacques Prévert.

## Insegnante
Dal 1992 Thierry Escaich insegna composizione (classe di fuga e forme) e improvvisazione al Conservatorio di Parigi. Tiene inoltre regolarmente master class di organo, improvvisazione e composizione in Francia e all'estero. Dal 2010 dirige L'accademia internazionale di improvvisazione all'organo di Saint-Donat sur l'Herbasse Archiviato il 10 gennaio 2022 in Internet Archive., riunendo ogni anno studenti venuti da tutto il mondo intorno al grande organo Schwenkedel della Collegiale Archiviato il 10 gennaio 2022 in Internet Archive..

## Catalogo delle opere

### Musica sinfonica
- Choral varié (en hommage à Jean-Sébastien Bach) (1984) per orchestra giovanile.
- Suite en forme de choral varié (1990) per orchestra giovanile.
- Sinfonia nº 1 «Kyrie d’une messe imaginaire» (1992)
- Chaconne per grande orchestra (2000)
- Intrada (2003)
- Vertiges de la croix, poema sinfonico (2004)
- Baroque Song, per piccola orchestra (2007)
- Suite symphonique dall'opera Claude (2014)
- Concerto per orchestra (Sinfonia nº 2) (2015)

### Orchestra d'archi
- Émergence (1988)
- Erinnerung, per orchestra d'archi, eseguito all'Auditorium di Lione, con l'Orchestra nazionale di Lione, l'11 giugno 2009.
- Prélude symphonique (2012)[8]

### Musica concertante
- Le Chant des ténèbres (1992) per sassofono soprano earchi
- Le Chant des ténèbres (1992) per sassofono soprano e ensemble di 12 sassofoni
- Concerto pour orgue nº1, per organo e orchestra sinfonica (1995)
- Fantaisie concertante per pianoforte e orchestra (1995) eseguita dall'Orchestre symphonique français diretta da Laurent Petitgirard
- Élégie per tromba e insieme di strumenti (1996)
- Résurgences, concerto per tromba e orchestra (2002)
- Miroir d’ombres, doppio concerto per violino, violoncello e orchestra (2006)
- Concerto pour orgue nº2, per organo, orchestra d'archi e due percussionisti (2006)
- Sax Trip (2006) per sassofono contralto solo e orchestra d'archi giovanile
- La Barque solaire, poema sinfonico per orchestra e organo principale, eseguito l'11 ottobre 2008 nel Konzerthaus di Berlino da Thierry Escaich (organo) e l’Orchestre del Konzerthaus con la direzione di Lothar Zagrosek. Esecuzione francese il 23 aprile 2009 all'Auditorium Maurice-Ravel di Lione, con il compositore e l'Orchestra nazionale di Lione, con la direzione di Jun Märkl.
- Le Chant des ténèbres, versione per clarinetto e archi (2008)
- Concerto pour violon et orchestre, eseguito all'Auditorium di Lione da David Grimal e l'Orchestra nazionale di Lione l'8 ottobre 2010.
- Scherzo fantasque per due pianoforti e orchestra (2011)
- Concerto per clarinetto e orchestra (2012)
- Concerto per violoncello e orchestra (2014)
- Concerto per violino, oboe e orchestra (2014)
- Concerto per organo nº 3 (Quatre Visages du temps), per organo e orchestra (2017)

### Organo solo
- Trois Esquisses (1990), vincitore del premio di composizione André Jolivet[1]
- Cinq Versets sur le «Victimæ paschali»  (1991)
- Quatrième Esquisse («Le Cri des abîmes») (1993)
- Récit (1995)
- Deux Évocations (1996)
- Poèmes (2002)
- Agnus Dei (2003)
- Évocation III (2008)
- Chorals-Études (2010)
- Évocation IV (2016) scritta per gli 800 anni della cattedrale di Reims.

### Altri strumenti soli
- Les Litanies de l’ombre (1990) per pianoforte.
- Lutte (1994) per sassofono.
- Jeux de doubles (2001) per pianoforte.
- Nun komm (2001) per violino.
- Aria (2002) per pianoforte.
- Variations-Études (2002) per pianoforte.
- Cantus I (2005) per violoncello.
- Étude-Passacaille (2009) per pianoforte.
- Deux Études baroques (2009) per pianoforte.

### Musica da camera (da 2 a 6 strumenti)
- Trois Intermezzi (1990) per flauto, clarinetto in si bemolle e sassofono.
- Tango virtuoso (1991) per quartetto di sassofoni.
- Énigme (1992) per contrabbasso e pianoforte (opera pedagogica).
- Comme l’écho d’une fantaisie (1992) per due cornetti (in eco) e organo (senza pedale).
- Introït à l’Office des ténèbres (1992) per flauto e arpa blu (o pianoforte).
- Psalmodie à l’Office des ténèbres (1992) per flauto, arpa blu e percussioni.
- Scènes d’enfants au crépuscule (1993) per flauto, violoncello e pianoforte.
- Huit Pièces (1993) per sassofono e pianoforte.
- Trio américain («Suppliques») (1994) per clarinetto, viola e pianoforte.
- Trois Instants fugitifs (1994) per flauto, oboe, clarinetto, corno e fagotto, commissionato da Radio France per i solisti dell'Orchestra nazionale di Francia, la cui prima esecuzione è stata il 10 maggio 1996 alla Maison de la Radio con Philippe Pierlot (flauto traverso), Pascal Saumon (oboe), Roland Simoncini (clarinetto), André Gantiez (corno) e Régis Poulain (fagotto)[9]
- Variations gothiques (1996) per flauto e trio d'archi.
- Nocturne (1997) per violoncello e pianoforte.
- Tanz-Fantasie (1997) per tromba in do o in si bemolle e pianoforte.
- Amélie’s Dream (1997) per sassofono in mi bemolle e pianoforte.
- Ground I (avant 1998) per fisarmonica ed eufonio.
- Chorus (1998) per clarinetto, quartetto d'archi e pianoforte.
- La Ronde (2000) per quartetto d'archi e pianoforte.
- Tanz-Fantasie (2000) per tromba in do o in si bemolle e organo.
- Choral’s Dream (2001) per pianoforte e organo.
- Scènes de bal (2001) per quartetto d'archi.
- Spring’s Dance (2001) per due pianoforti e percussione.
- Le Bal (2003) per quartetto di sassofoni.
- Lettres mêlées (2003) per violino, violoncello e pianoforte.
- Après l’aurore (2005) per quartetto d'archi.
- Una storia (2005) per violino, viola, violoncello, clarinetto, percussioni e pianoforte.
- Tango virtuoso (2005) per quartetto di clarinetti.
- Mecanic Song (2006) per quintetto di fiati e pianoforte.
- Ground II (2007) per organo e percussioni.
- Ground III (2008) per quattro violoncelli.
- Phantasia antiqua per due sassofoni e pianoforte, eseguito a Nagoya (Giappone) dal trio Saxiana il 6 luglio 2009.
- Cérémonial per traversiere, violino, viola da gamba e clavicembalo, eseguito il 6 dicembre 2018 alla Fondation Singer-Polignac (Parigi) dalla Chapelle Harmonique diretta da Valentin Tournet.

### Ensemble (7 strumenti e più)
- Antiennes oubliées (1989) per violino, violoncello, flauto, sassofono in mi bemolle, tromba, trombone e percussioni.
- Rhapsodie (1989) per clarinetto, fagotto, cornetto, trombone, violino, contrabasso e percussioni.
- Magic Circus (2004) per ottetto di fiati.
- Fanfare (2006) per ensemble di ottoni.

### Musica vocale e corale a cappella
- Ad ultimas laudes (1993).
- Les Lamentations (du prophète Jérémie) (1998).
- Alléluias (2001).
- Dixit Dominus (2002).
- Sanctus (2007).
- Vocis cælestis, per 5 voci femminili, eseguito il 5 dicembre 2009 nell'abbazia di Ardenne (Saint-Germain-la-Blanche-Herbe, Francia), dall’ensemble De Cælis, con la direzione di Laurence Brisset.
- Prière de la Manécanterie des Petits Chanteurs Franciliens (2010)

### Musica vocale e corale con strumenti
- Grande Messe solennelle (1994)
- Trois Motets (1998)
- Le Dernier Évangile (1999)
- D’une douleur muette (2001)
- Terra desolata (2001)
- In memoriam (2002)
- Visions nocturnes (2004) per mezzosoprano, clarinetto, quartetto d'archi e pianoforte
- Exultet (2005)
- Feu vert (2005)
- Valse désarticulée (2008) per soprano e sassofono
- Les Nuits hallucinées (2008) per mezzosoprano e orchestra, eseguito nell'Auditorium di Lione da Nora Gubisch e l'Orchestra nazionale di Lione il 24 maggio 2008.
- Madre (2010) per soprano e pianoforte
- Alléluias pro omni tempore (2010)
- Guernesey  (2010) 4 poesie tratte da Contemplations di Victor Hugo, per tenore e pianoforte

### Melodrammi
- Claude, opera su libretto di Robert Badinter, dal romanzo di Victor Hugo Claude Gueux, rappresentata all'Opera di Lione il 27 marzo 2013.
- Shirine, opera su libretto di Atiq Rahimi, dalla poesia Khosrow e Shirin del poeta persiano Nizami Ganjavi (XII secolo). La rappresentazione, prevista per il 2020 ma annullata a causa della pandemia di Covid-19, è prevista per il 2 maggio 2022[10].
- Point d'Orgue, seguito di La voce umana di Poulenc, pièce musicale rappresentata il 5 marzo 2021 nel Théâtre des Champs-Élysées, libretto e regia di Olivier Py[11].

### Balletti
- The Lost Dancer, balletto, rappresentato il 22 maggio 2010 al Lincoln Center di New York con il titolo Where Am I Not Where You Are dal New York City Ballet e la New York City Ballet Orchestra, direzione di Fayçal Karoui, coreografia di Benjamin Millepied, scenografia di Santiago Calatrava.

### Canzoni
- Elle disait… (2008)
- Maintenant, j’ai grandi (2008)

### Cinema
- L’Heure suprême (1999), accompagnamento per il film muto di Frank Borzage per clarinetto, violino, viola, violoncello, pianoforte e percussioni.
- L'Aurore, improvvisazione al grande organo dell'Auditorium di Lione, accompagnamento del film Aurora (1927) di Murnau proiettato su grande schermo il 9 marzo 2013.

## Discografia

### Come esecutore
- Improvisations - IIe & IIIe Esquisses, registrato all'organo Hearpfer-Hermann della chiesa di Saint-Germain-des-Prés, Parigi, disque Chamade, 1994.
- Improvisations: Noël - Pâques - Pentecôte - Assomption, registrato all'organo Daniel Birouste di St-Pierre de Chaillot, Parigi, disque Chamade, 1995.
- Orgues D’île De France / Volume 1, registrato all'organo della collegiale Notre-Dame, a Mantes-La-Jolie, disque Chamade, 1995.
- Musique de chambre, Concerto pour saxophone, Thierry Escaich (organo), Claude Delangle (sassofono), Ensemble Erwartung (cori), A Sei Voci (cori), registrato a Rosny-sous-bois e Boulogne-Billancourt, disque Chamade, 1996.
- Le Chemin de la Croix, improvisations (testi di Paul Claudel), Thierry Escaich (organo), Georges Wilson (voce recitante), registrato nella cattedrale di Laon, disque Calliope, 2000.
- Trompette & Orgue, opere classiche e romantiche rivisitate dal Duo Escaich/Aubier: Bizet, Franck, Purcell, Bach, Mozart, Tomasi, Gounod, Spiritual, Christmas Medley. Eric Aubier (tromba), Thierry Escaich (organo). Label Indésens/Sony Classical, 2000.
- Œuvres pour orgue et voix, Thierry Escaich (organo Cavaillé), ensemble vocale Soli Tutti, Éric Aubier (tromba), registrato nella chiesa di Saint-Étienne-du-Mont a Parigi, disque Calliope, 2001.
- Hommage à Maurice Duruflé, Œuvres pour orgue, orgue et chœur, Thierry Escaich (organo di Saint-Etienne-du-Mont), Cambridge Voices, Ian de Massini (direzione), disque Calliope, 2002.
- Confluence, Œuvres pour piano et orgue, Thierry Escaich (organo), Claire-Marie Le Guay (pianoforte), Accord/Universal, 2003.
- Organ Spectacular, improvvisazioni all'organo (registrazioni di concerti), 2 CD Accord, 2008.
- Hommage à Pierre Cochereau, suite improvvisata in 5 movimenti - Thierry Escaich all'organo della chiesa di san Rocco (2009, disques FY / Solstice).
- Tanz-Fantasie, musica francese per organo e tromba. Eric Aubier (tromba) e Thierry Escaich al grande organo di Saint-Étienne-du-Mont: Escaich, Bacri, Tomasi, Jolivet, + 5 improvvisazioni. Indesens Records, 2009.
- Unlimited: L'art de la trompette et de l'orgue, Eric Aubier (tromba), Thierry Escaich (organo): Escaich, Bacri, Jevtic, Jolivet, Tomasi, Bach, Bizet, Clarke, Franck, Mozart, Spirituals + 5 improvvisazioni e 2 opere originali, registrato nella chiesa di Saint-Étienne-du-Mont, Indesens Records, 2010.
- Live Improvisations - Thierry Escaich all'organo Gerhard Grenzing della chiesa di Santa María di Deba, Paesi Baschi (2010, Aeolus).
- Camille Saint-Saëns, Organ symphony n. 3 in C minor op.78, Thierry Escaich, organo, Orchestra filarmonica reale di Liegi, dir. Jean-Jacques Kantorow. SACD Bis 2021. Diapason d'or

### Come compositore
- Concerto pour orgue - Première Symphonie - Fantaisie concertante, Olivier Latry (organo), Claire-Marie Le Guay (pianoforte), Orchestra filarmonica di Liegi, dir. Pascal Rophé. Accord/Universal, 2002.
- Le Dernier Évangile - Trois danses improvisées, Ensemble orchestrale di Parigi, cantori di Notre-Dame di Parigi, Coro Britten, Olivier Latry (organo), dir. John Nelson, registrato a Notre-Dame di Parigi. Éditions Hortus, 2002
- Chorus, Quartetto Ludwig, Claire-Marie Le Guay (pianoforte), Bertrand Chamayou (pianoforte), Florent Héau (clarinetto), Xavier Philips (violoncello), Accord, 2004.
- Exultet, œuvres vocales, Ensemble Sequenza 9.3, dir. Catherine Simonpietri, disque Accord, 2006
- Miroir d'ombres, pour violon, violoncelle et orchestre [1] – Vertiges de la Croix [2] – Chaconne [3], Renaud Capuçon (violino), Gautier Capuçon (violoncello), Orchestra nazionale di Lilla, dir. Paul Polivnik [1], Michiyoshi Inoue [2], Jean-Claude Casadesus [3] (direzione). Accord/Universal, 2007.
- Lettres mêlées autour de Thierry Escaich, musica da camera: Bartók, Debussy, Martinu, Escaich (Lettres mêlées + Scènes d'enfants au crépuscule). Emmanuel Pahud (flauto) – François Leleux (oboe) – Paul Meyer (clarinetto) – Trio Wanderer. Accord/Universal, 2009.
- Trois instants fugitifs in Musique française pour instruments à vent - Quintetto Aquilon (1-3 agosto 2007, Premiers Horizons 070.140), catalogo Biblioteca nazionale di Francia 444296030 — con opere di Tomasi, Ibert e Françaix.
- Étranges étrangers – Guidoni chante Prévert, canzoni su poesie di Jacques Prévert scritte da Jean Guidoni e vari artisti. Due canzoni di Thierry Escaich: Maintenant j'ai grandi e Elle disait. Edito Musique, 2009.
- Les Nuits Hallucinées: La Barque Solaire, Les Nuits Hallucinées, Concerto pour violon - Nora Gubisch, mezzosoprano; David Grimal, violino; Orchestra nazionale di Lione, dir. Jun Märkl (2011, Accord).
- Esquisses, Eric Aubier (tromba), Ensemble Soli-Tutti (2012, Calliope).
- Magic Circus, musica da camera per strumenti a fiato (2014, Indesens Records).
- Les Litanies de l'ombre in En miroir - Marie-Ange Nguci, pianoforte (22-25 novembre 2016, Mirare) OCLC 1017613690 — con opere di César Franck, Saint-Saëns e Bach-Busoni.